# Afrikaanse tijgerroerdomp
De Afrikaanse tijgerroerdomp (Tigriornis leucolopha) is een vogel uit de familie Ardeidae (Reigers).

## Verspreiding en leefgebied
Deze soort komt voor van Senegal tot de Centraal-Afrikaanse Republiek en Congo-Kinshasa.

## Status
De grootte van de populatie is in 2018 geschat op 25-100 duizend volwassen vogels. Op de Rode lijst van de IUCN heeft deze soort de status niet bedreigd.